# Station Mukaijima
Station Mukaijima (向島駅, Mukaijima-eki) is een spoorwegstation in de wijk Fushimi-ku in de Japanse stad  Kyoto. Het wordt aangedaan door de Kioto-lijn. Het station heeft vier sporen, gelegen aan een twee eilandperrons.

## Treindienst

### Kintetsu
| 1 | ■ Kioto-lijn | richting Shin-Tanabe en Yamato-Saidaiji |
| 2 | ■ Kioto-lijn | richting Takeda en Kioto                |

## Geschiedenis
Het station werd in 1979 geopend.

## Overig openbaar vervoer
Bussen van Kintetsu en het stadsnetwerk van Kioto.

## Stationsomgeving
- Shuchiin Universiteit
- Kioto Bunkyō Universiteit
- Centraal park van Mukaijima
- Bibliotheek van Mukaijima
- Autoweg 24
- Lawson

Kyoto · Tōji · Jūjō · Kamitobaguchi · Takeda · Fushimi · Kintetsu Tambabashi · Momoyama-Goryō-mae · Mukaijima · Ogura · Iseda · Ōkubo · Kutsukawa · Terada · Tonoshō · Shin-Tanabe · Kōdo · Miyamaki · Kintetsu Miyazu · Komada · Shin-Hōsono · Kizugawadai · Yamadagawa · Takanohara · Heijō · Yamato-Saidaiji (>> Nara-lijn · Kashihara-lijn)